# Soulgé-sur-Ouette
Soulgé-sur-Ouette är en kommun i departementet Mayenne i regionen Pays de la Loire i nordvästra Frankrike. Kommunen ligger i kantonen Montsûrs som tillhör arrondissementet Laval. År 2022 hade Soulgé-sur-Ouette 1 060 invånare.

## Befolkningsutveckling
Antalet invånare i kommunen Soulgé-sur-Ouette
| Referens: INSEE |